# ヒューゴ・ハドヴィガー

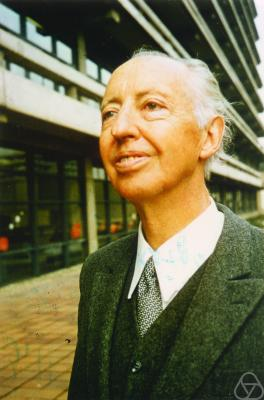
1973年のヒューゴ・ハドヴィガー

ヒューゴ・ハドヴィガー（英: Hugo Hadwiger、1908年12月23日 -  1981年10月29日
）は、スイスの数学者。幾何学、組合せ数学、暗号理論の功績で知られる。Hadwigerはハドヴィッガーとも。

## 経歴
ドイツのカールスルーエで生まれ、スイスのベルンで育った。ベルン大学で学部時代を過ごし、数学や、物理学、保険数理学を学んだ。ベルン大学に留まり1936年、ウィリー・シェレル（Willy Scherrer）の下、Ph.Dを取得した。更に40年以上の間、ベルンで数学教授を務めた。

## ハドヴィガーの名を冠する数学の概念
積分幾何学におけるハドヴィガーの定理は、d次元のユークリッド空間上のコンパクトな凸集合における等長写像で不変な付値の分類に関する定理である。この定理によればそのような付値は面積、周長、オイラー標数のような固有値の線型結合で表すことができる。
ハドヴィッガー・フィンスラー不等式はポール・フィンスラーとともに証明した、ユークリッド平面上の三角形の辺の長さに関する不等式である。これは、ヴァイツェンベックの不等式の一般化でピドーの不等式の系である。 1937年、ハドヴィガーとフィンスラーはこの不等式とともにフィンスラー・ハドヴィッガーの定理を発表した。
他にもハドヴィガーは、いくつかの数学の問題を発表している。
- グラフ理論におけるハドヴィガー予想（英語版）は、1943年に提起され、Bollobás, Catlin & Erdős (1980)によって“one of the deepest unsolved problems in graph theory,”と述べられている[9][10]。この予想はグラフ彩色とグラフマイナー（英語版）を繋げる概念となる。 グラフのハドヴィガー数（英語版） とは、最大のクリークを持つ頂点の数を指す。ハドヴィガーの予想は、ハドヴィガー数が高々、彩色数と等しいという予想である。
- 組み合わせ幾何学におけるハドヴィガー予想（英語版）は、3次元の凸な物体の全面は常に8個の光源で十分照らせることを指す予想である。現在、16個の場合については証明出来ている[11][12]。
- ハドヴィガー＝クネーザー＝ポールセン予想（Hadwiger–Kneser–Poulsen conjecture）は、ユークリッド空間の球の系の中心を近づけたとき、ボールの体積の和は増えることができないという予想である。3次元の場合は証明されたものの、より高次元の場合は未だ示されていない[13]。
- ハドヴィガー＝ネルソン問題（英語版）はユークリッド平面上で単位距離離れた点が2点が同色にならないように塗る問題である。1950年エドワード・ネルソン（英語版）が提案し、1961年にハドヴィガーが収録した問題集で有名になった[14][15]。1945年には、ハドヴィガーは、この問題に関連する結果を発表した[16]。

## 他の数学の功績
ハドヴィガーは、高次元の正軸体の直交射影で構成されたユークリッド空間上の点の系による共晶星の特徴づけを証明した。ヒルの四面体の高次元への一般化の発見もしている。1957年の書籍「Vorlesungen über Inhalt, Oberfläche und Isoperimetrie」では、数理形態学を用いたミンコフスキー汎関数の論の基礎を築いた。

## 暗号理論による作品
ハドヴィガーはNEMAとして知られる軍事通信の暗号化に使われるスイスのローターマシンの主要開発者の一人である。スイスは、ドイツとその連合軍によるエニグマの傍聴を恐れ、ローターを5個から10個へ増加させた。このシステムは1947年から1992年まで、スイス陸軍とスイス空軍で使われた。

## 受賞等
小惑星2151 Hadwigerはパウル・ヴィルトによって発見され、彼を賞して名づけられた。
American Mathematical Monthlyの"Research Problems"の最初の記事は、ヴィクトル・クレーが、雑誌「Elemente der Mathematik」のハドヴィガーの編集に敬意を表して、ハドヴィガーの60歳の誕生日の為にハドヴィガーに奉げたものである。。 

## 主な作品

### 書籍
- Altes und Neues über konvexe Körper, Birkhäuser 1955[19]
- Vorlesungen über Inhalt, Oberfläche und Isoperimetrie, Springer, Grundlehren der mathematischen Wissenschaften, 1957[20]
- with H. Debrunner, V. Klee Combinatorial Geometry in the Plane, Holt, Rinehart and Winston, New York 1964; Dover reprint 2015

### 記事
- "Über eine Klassifikation der Streckenkomplexe", Vierteljahresschrift der Naturforschenden Gesellschaft Zürich, vol. 88, 1943, pp. 133–143 (Hadwiger's conjecture in graph theory)
- with Paul Glur Zerlegungsgleichheit ebener Polygone, Elemente der Math, vol. 6, 1951, pp. 97-106
- Ergänzungsgleichheit k-dimensionaler Polyeder, Math. Zeitschrift, vol. 55, 1952, pp. 292-298[リンク切れ]
- Lineare additive Polyederfunktionale und Zerlegungsgleichheit, Math. Z., vol. 58, 1953, pp. 4-14[リンク切れ]
- Zum Problem der Zerlegungsgleichheit k-dimensionaler Polyeder, Mathematische Annalen vol. 127, 1954, pp. 170–174[リンク切れ]